# 1871 год в науке
В 1871 году произошли различные научные и технологические события, некоторые из которых представлены ниже.

## События
- Эдвард Бёрнетт Тайлор публикует книгу Primitive culture: researches into the development of mythology, philosophy, religion, art, and custom (Первобытная культура: Исследования развития мифологии, философии, религии, языка, искусства и обычаев)[1], имевшую огромное влияние в антропологии в XIX веке и в начале XX века[2].
- Выходит статья лорда Рэлея On the light from the sky, its polarization and colour[3].
- Якоб Мендес да Коста описал синдром, названный позднее соматоформная вегетативная дисфункция (также известный как «синдром Да Коста» и «сердце солдата»), открытый им ещё в Гражданскую войну в США (1861—1865)[4].
- Джеймс Клерк Максвелл ввёл тождественные соотношения между производными термодинамических величин, названные впоследствии соотношениями Максвелла.

## Родились
- 29 апреля — Уильям Штерн (ум. 1938) — немецкий психолог и философ, считается одним из пионеров дифференциальной психологии и психологии личности.
- 23 декабря – Карл Штрелов, немецкий священник-миссионер в Австралии, антрополог, лингвист, исследователь австралийских аборигенов.

## Скончались
- 20 апреля — Франсуа-Ахилл Лонже, французский физиолог.
- 12 июня — Христиан-Фридрих Яше, немецкий натуралист, геогност и минералог.
- 18 октября — Чарльз Бэ́ббидж (род. 1791) — английский математик, изобретатель первой аналитической вычислительной машины.
- дата неизвестна — Анна Сундстрём (род. 1785) — шведский химик, первая женщина-химик в Швеции[5].